# Mikroregion Olomoucko
Mikroregion Olomoucko je volné společenství obcí sdružující město Olomouc a 25 obcí v jeho blízkém okolí. Jeho sídlem je Olomouc a jeho cílem je spolupráce při plnění Strategického plánu rozvoje mikroregionu Olomoucko a města Olomouce (zpracovaného v roce v roce 2000 a následně několikrát aktualizovaného) a posilování konkurenceschopnosti mikroregionu v rámci České republiky.

## Obce sdružené v mikroregionu
- Blatec
- Bohuňovice
- Bukovany
- Bystročice
- Bystrovany
- Dolany
- Grygov
- Hlušovice
- Hněvotín
- Horka nad Moravou
- Charváty
- Kožušany-Tážaly
- Křelov-Břuchotín
- Majetín
- Náklo
- Olomouc
- Příkazy
- Samotišky
- Skrbeň
- Střeň
- Štěpánov
- Tovéř
- Ústín
- Velká Bystřice
- Velký Týnec
- Věrovany